# Mario Party Superstars
Mario Party Superstars (マリオパーティ スーパースターズ?, Mario Pāti Sūpāsutāzu) è un videogioco party del 2021 sviluppato da NDcube e pubblicato da Nintendo per Nintendo Switch. È il dodicesimo capitolo della serie Mario Party ad essere uscito su una console casalinga nonché il secondo titolo ad approdare su Switch dopo Super Mario Party del 2018. È stato pubblicato il 29 ottobre 2021.
Il gioco presenta il rifacimento di cinque tabelloni dalla trilogia originale per Nintendo 64 e un totale di 100 minigiochi tratti dai precedenti capitoli della serie in maniera simile a Mario Party: The Top 100 (2017) per Nintendo 3DS. A differenza di Super Mario Party, Superstars può essere giocato con i tasti del controller. Al momento dell'uscita, il gioco ha ricevuto recensioni per lo più positive da parte della critica specializzata.

## Modalità di gioco
Come negli altri titoli della serie, Mario Party Superstars vede quattro giocatori sfidarsi a turni su un grande tabellone dove avranno il compito di lanciare un dado e il suo risultato consentirà di spostarsi di un determinato numero di caselle, ad esempio se uscirà il cinque allora ci si potrà spostare di cinque caselle dalla posizione attuale; i numeri del dado vanno da 1 a 10, proprio come nei capitoli antecedenti a Mario Party 9, e i dadi specifici per ciascun personaggio apparsi in Super Mario Party sono invece assenti. Mentre si attraversa il tabellone si potranno raccogliere stelle e monete. Quando tutti quanti i giocatori avranno terminato il rispettivo turno, bisognerà affrontare un minigioco, dove il vincitore potrà guadagnare ulteriori monete che si potranno impiegare successivamente. I tabelloni sono ripresi dai precedenti capitoli, anche se presentano alcune piccole modifiche rispetto alle loro versioni originali, infatti sono stati aggiunti alcuni percorsi, alcuni eventi hanno subito delle variazioni o delle modifiche e nei tabelloni del primo Mario Party sono stati aggiunti i negozi per gli oggetti. In maniera molto simile a Super Mario Party, quando si finisce su uno Spazio VS il giocatore che vi si è fermato dovrà colpire un blocco per determinare quante monete dovrà scommettere ogni giocatore, inoltre in sostituzione dei vibra-minigiochi di Super Mario Party i giocatori possono sfidarsi in uno dei minigiochi tutti contro tutti, in maniera piuttosto simile agli spazi gara visti nei più vecchi capitoli della serie. Una volta che ci si è fermati in uno Spazio VS questo diventerà uno spazio blu.
Una nuova caratteristica aggiunta in questo capitolo è quella di poter aumentare il numero di turni di durata della partita del corso di quest'ultima, sebbene questa non possa andare oltre i 30 turni e non può essere allungata durante l'ultimo turno. Nel caso si decidesse di aggiungere ulteriori turni alla partita durante gli ultimi 5 turni, gli eventi correlati vengono automaticamente annullati. Un'altra limitazione è la possibilità di aumentare il numero di turni esclusivamente una volta per partita. Durante lo svolgimento degli ultimi 5 turni, il numero monete guadagnate negli spazi blu e perse in quelli rossi viene raddoppiato, inoltre se uno dei giocatori si ferma in una casella già occupata da un altro personaggio, i due si sfideranno in un minigioco duello, proprio come in Mario Party 2 e Mario Party 3. La schermata di pratica dei minigiochi è integrata nella spiegazione del loro svolgimento, in maniera molto simile a Super Mario Party. Il gioco presenta un totale di 10 personaggi giocabili: Mario, Luigi, Peach, Daisy, Wario, Waluigi, Yoshi, Rosalinda, Donkey Kong e Strutzi.

## Pubblicazione
Nintendo ha rivelato l'esistenza del gioco durante il Nintendo Direct tenutosi all'E3 2021 il 15 giugno. Durante l'evento furono presentati i rifacimento dei tabelloni de La Torta di Compleanno di Peach di Mario Party e Spazio Land di Mario Party 2. Ryan Gilliam di Polygon notò che i tabelloni includevano degli eventi non presenti nelle versioni originali dei suddetti minigiochi; inoltre, affermò che il gioco aveva preso alcuni elementi, come l'interfaccia utente, dal suo predecessore Super Mario Party. Fu anche confermato che Strutzi sarebbe tornata come personaggio giocabile dopo nove anni di assenza (l'ultimo capitolo in cui fu possibile impersonarla è stato Mario Party 9). Il terzo tabellone di gioco annunciato è stato Woody Woods di Mario Party 3, che è stato rivelato sul sito web ufficiale del gioco. Durante il Nintendo Direct del 23 settembre furono rivelati gli ultimi due tabelloni, L'Isola Tropicale di Yoshi di Mario Party e Horror Land di Mario Party 2.
Inoltre sono presenti alcuni minigiochi del primo Mario Party che richiedevano ai giocatori di ruotare la levette analogica il più velocemente possibile; tali minigiochi presentano un avviso di non ruotare la levetta analogica con il palmo della mano in quanto in passato furono riscontrati degli incidenti in cui i giocatori hanno subito lesioni alle mani a causa dell'uso della levetta analogica in tale maniera.

## Accoglienza
| Testata                          | Giudizio |
| -------------------------------- | -------- |
| Metacritic (media al 01-05-2022) | 88/100   |
| Computer Games Magazine          | 8/10     |
| Destructoid                      | 8/10     |
| Game Informer                    | 8/10     |
| GameSpot                         | 6/10     |
| IGN (USA)                        | 8/10     |
| Jeuxvideo.com                    | 15/20    |
| Nintendo Life                    | 8/10     |
| Shacknews                        | 8/10     |
| Multiplayer.it                   | 8/10     |
| SpazioGames.it                   | 8/10     |
| IGN (ITA)                        | 8/10     |
| Eurogamer (ITA)                  | 7/10     |

Mario Party Superstars ha un punteggio medio di 80/100 basato su 88 recensioni professionali su Metacritic, indicando recensioni generalmente favorevoli.
Dayna Eileen di Computer Games Magazine sostenne che Mario Party Superstars riusciva in qualche modo a intrattenere e stupire nonostante non portasse quasi nulla di nuovo tranne che alcuni fastidiosi adesivi e le apprezzate funzionalità di salvataggio. Eileen trovò anche che Nintendo sapeva che la strada del successo era la nostalgia e riusciva a usarla per fare centro ogni volta. Eric Van Allen di Destructoid apprezzò gli sforzi impressionanti per dare alla luce un ottimo gioco che mostrava il meglio di tutta la serie di Mario Party anche se erano minato da alcuni difetti evidenti che però non ostacolavano il divertimento. Brian Shea di Game Informer affermò che Mario Party Superstars riusciva bene a riunire il meglio del franchise aggiungendo funzionalità online migliorate e opzioni per giocare come meglio si preferisce.
Randolph Ramsay di GameSpot ritenne che nel bene e nel male era il vecchio Mario Party adatto per i nostalgici ma chi si era abituato a come si era evoluta gradualmente la saga negli ultimi capitoli sarebbe rimasto deluso. Il recensore trovò un peccato l'assenza di alcune interessanti funzionalità di Super Mario Party come i dadi unici per ogni personaggio che andavano ad aggiungere un livello di strategia in più, oppure la modalità Sound Stage che era divertente da giocare con i bambini. Furono invece gradite la possibilità di uscire da una partita in corso e riprenderla in un secondo momento, l'integrazione del giocatore online in tutte le modalità e la possibilità di aggiungere dei turni aggiuntivi alla fine di una partita, così come la presenza di un'eccellente modalità composta di soli minigiochi per un totale di 100 divisi in varie categorie. Mario Party Superstars offriva certamente i punti più alti toccati dalla serie ma non si rivelava all'altezza del suo predecessore Super Mario Party. Mitchell Saltzman di IGN trovò che il titolo era la fusione di alcuni dei migliori tabelloni, minigiochi, meccaniche e miglioramenti visti nel corso della serie e che ha dato alla luce al miglior Mario Party dopo tanto tempo. Jerome Joffard di Jeuxvideo.com lo vide come una compilation da giocare in famiglia che avrebbe fatto rivivere alcuni ricordi meravigliosi a chi aveva giocato ai capitoli più vecchi. Il tutto beneficiava anche di minigiochi accessibili e divertenti e di una grafica molto curata. Tuttavia, proprio come Mario Party Superstars, si mostrava privo di contenuti e condivideva troppi elementi in comune con il suo predecessore. 
Alex Olney di Nintendo Life sostenne che una selezione di tabelloni deludentemente ristretta toglieva un po' lo splendore al tutto e risultava difficile affermare che ci si trovasse dinanzi al miglior Mario Party in oltre un decennio. Non era presente nessuna nuova idea, sembrava assolutamente un'occasione persa e avrebbe preferito che tutti gli elementi classici fossero rimasti immutati piuttosto che potenzialmente "contaminati" con inclusioni indesiderate e non necessarie aggiunte solo per il gusto di essere nuove. Ozzie Mejia di Shacknews affermò che per quanto la serie potesse essere lodata per l'evoluzione negli ultimi due decenni, Mario Party Superstars era pienamente consapevole del fatto che la serie non ha mai avuto bisogno di così tante "correzioni" in primo luogo. L'unica cosa che impediva a Superstars di essere il migliore capitolo della serie era la sua selezione limitata di tabelloni. Nonostante la presenza di soli cinque tabelloni si mostrava lo stesso un gioco di Mario Party di alto livello e una delle migliori offerte multigiocatore per Nintendo Switch.
Alessandro Bacchetta di Multiplayer.it trovò Mario Party Superstars un party game molto riuscito dove bisognava rinunciare alle unicità dei Joy-Con (come ad esempio i sensori di movimento) per goderselo in qualsiasi situazione e con qualsiasi controller che riusciva a dare il meglio attraverso il multiplayer offline. Secondo Bacchetta sarebbe stato bello l'inserimento di una chat vocale nella modalità online, che si è rivelata funzionale, e avrebbe gradito la presenza di qualche tabellone in più, ma in generale la selezione di minigiochi era ottima. Valentino Cinefra di SpazioGames.it vide il gioco come l'ennesima prova di quanto Nintendo abbia la capacità di creare dei franchise inimitabili. Grazie alla presenza di cento minigiochi tra i migliori della serie, cinque tabelloni rimodernizzatati e le tante modalità ci si trovava dinanzi a un potenziale infinito di ore di gioco. Il recensore avrebbe preferito la presenza di qualche plancia o personaggio in più ma con le opzioni inedite di personalizzazione non esisteva gioco multigiocatore in grado di essere divertente per tutti.
Biagio Etna dell'edizione italiana di IGN affermò che il gioco era stato realizzato con una grandissima cura per i dettagli e una deleziosa componenete estetica, capace di restituire allegria solo guardandola. Il ritmo dei tabelloni, nonostante sia possibile velocizzarlo tramite delle opzioni apposite, rimaneva ancora un po' ingolfato e non riusciva a comprendere il motivo per cui Nintendo abbia deciso di adottare nuovamente l'idea del turno contemporaneo, già visto in Mario Party: Star Rush. I minigiochi suddivisi per tipo e con diverse regole scremavano il contorno e arrivavano al cuore del gameplay. I tabelloni e minigiochi tratti dai precedenti capitoli erano stati rielaborati in chiave moderna, perlopiù estetica, sapevano regalare un genuino e istintivo divertimento. Proprio come tutti gli altri capitoli, pur essendo formalmente giocabile anche in singolo, era nuovamente votato al multiplayer, possibilmente locale. Tuttavia la sensazione che la formula sia forse arrivata al limite aleggiava nei turni più lunghi o durante le pause forzate. Marco Procida di Eurogamer concluse che era un buon gioco che offriva un mix di classico e innovazione, noioso contro la CPU ma memorabile con amici e parenti.

### Vendite
Il gioco ha venduto 163 256 copie fisiche nella prima settimana di uscita in Giappone, diventando così il gioco al dettaglio più venduto della settimana. Al 31 dicembre 2021, Mario Party Superstars ha venduto 5,43 milioni di copie in tutto il mondo.